# Amblyoponinae
Amblyoponinae – podrodzina mrówek.

## Taksonomia
Takson jako podrodzina mrówkowatych wprowadzony został w 1893 roku przez Auguste Forela. Później klasyfikowane był jako plemię Amblyoponini w obrębie Ponerinae. W 2003 roku Barry Bolton nadał im rangę osobnej podrodziny mrówek. Późniejsze filogenetyczne badania molekularne potwierdziły ich pozycję jako osobnej podrodziny w obrębie grupy mrówek poneroidalnych, blisko spokrewnionej z Proceratiinae. Badania Yoshimury i Fishera z 2012 roku pozwoliły rozpoznać w obrębie tej podrodziny dwa klady: XMAS, obejmujący rodzaje Xymmer, Myopias, Adetomyrma i Stigmatomma oraz andoCP, obejmujący rodzaje Onychomyrmex, Concoctio i Prionopelta. Badania przeprowadzone przez Bradyego i innych w 2006 oraz Moreau i Bella w 2013 wsparły również poprawność zaliczania do Amblyoponinae rodzaju Apomyrma, który niektórzy autorzy klasyfikowali w Leptanillinae, Ponerinae s. lato, czy własnej podrodzinie Apomyrminae.
W sumie do podrodziny tej zalicza się 13 rodzajów:

- Adetomyrma Ward, 1994
- Amblyopone Erichson, 1842
- Apomyrma Brown, Gotwald et Lévieux, 1971
- Bannapone Xu, 2000
- †Casaleia Pagliano et Scaramozzino, 1990
- Concoctio Brown, 1974
- Myopopone Roger, 1861
- Mystrium Roger, 1862
- Onychomyrmex Emery, 1895
- Opamyrma Yamane, Bui et Eguchi, 2008
- Paraprionopelta Kusnezov, 1955
- Prionopelta Mayr, 1866
- Stigmatomma Roger, 1859
- Xymmer Santschi, 1914

## Opis
Głowa robotnic o małych oczach położonych za środkiem długości lub bezoka, na przedniej krawędzi nadustka wyposażona w ząbkowate szczecinki. U samic gruczoły metapleuralne otwierają się u nich mniej lub więcej grzbietowo-tylnie. U wszystkich kast petiolus jest na trzecim segmencie odwłoka osadzony bardzo szeroko i pozbawiony wyraźnej powierzchni tylnej. Postpetiolus nie występuje. Czwarty segment odwłoka u wszystkich kast ma zlane ze sobą tergum i sternum. Robotnice maja żądła dobrze rozwinięte. Narządy genitalne samców mają brzusznowierzchołkowy wyrostek na basivolsella, osadzony blisko cuspis i digitusa.